# Cyrus Locher
Cyrus Locher, född 8 mars 1878 i Putnam County, Ohio, död 17 augusti 1929 i Cleveland, Ohio, var en amerikansk demokratisk politiker. Han representerade delstaten Ohio i USA:s senat från april till december 1928.

## Biografi
Locher utexaminerades 1903 från Ohio Wesleyan University. Han studerade sedan juridik vid University of Michigan och Western Reserve University. Han inledde 1907 sin karriär som advokat i Cleveland. Han var åklagare för Cuyahoga County 1912-1916.
Senator Frank B. Willis avled 1928 i ämbetet. Locher blev utnämnd till senaten och han lyckades sedan inte vinna demokraternas nominering i fyllnadsvalet. Republikanen Theodore E. Burton fyllnadsvaldes till senaten och efterträdde Locher i december 1928.
Lochers grav finns på Ebenezer Cemetery i Bluffton.